# Islam au Sri Lanka

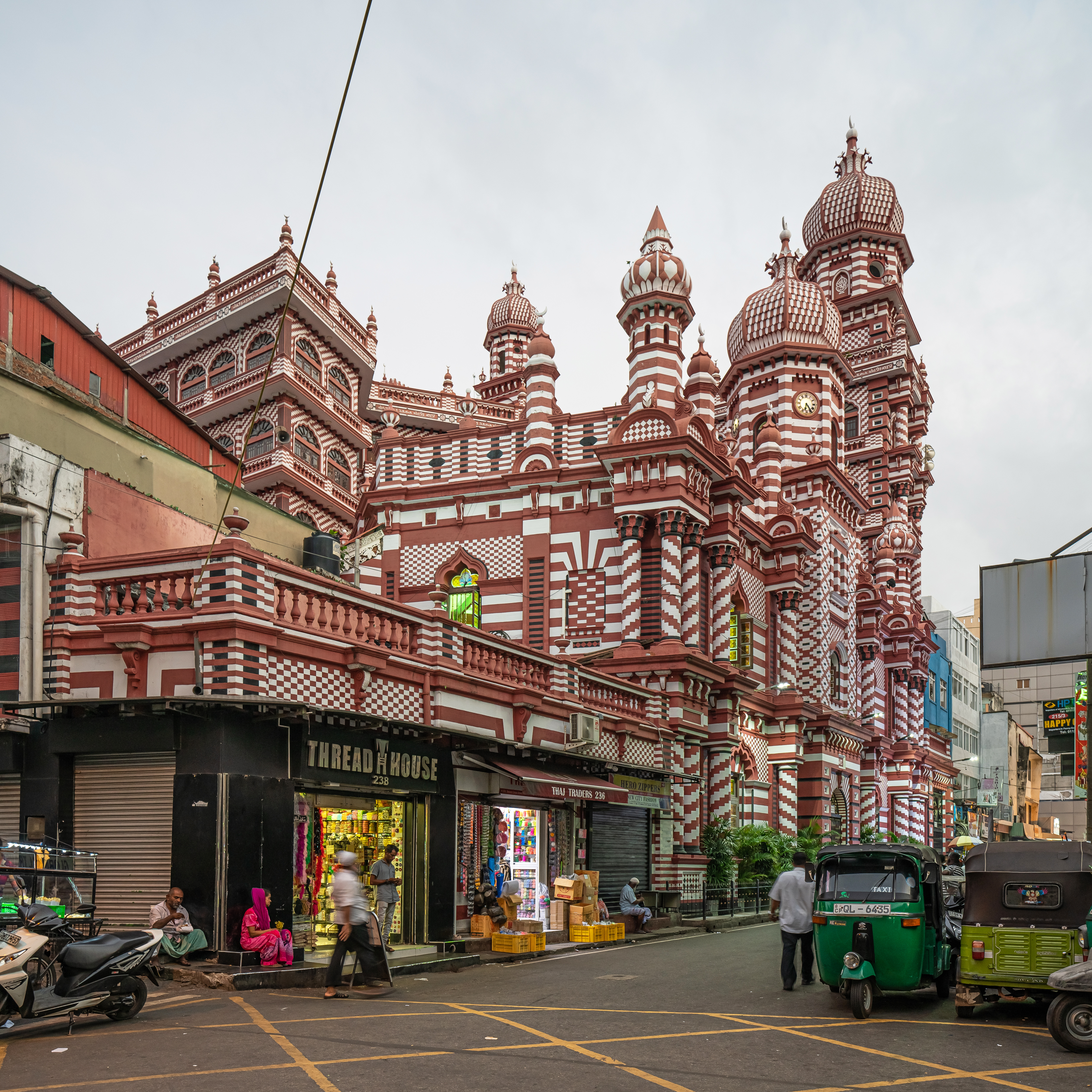
La mosquée Jai Ul Alfar, l'une des plus anciennes de Colombo.

Au Sri Lanka, l'islam est pratiqué par plusieurs minorités qui constituent environ 7 % de la population. La communauté musulmane est composée de quatre groupes distincts : les Maures srilankais, les Indiens musulmans, les Tamouls musulmans, et les Malais. Chaque groupe a son histoire et ses traditions propres. Les Sri-Lankais ont l'habitude d'utiliser le vocable « musulman » comme un groupe ethnique homogène, ou alors pour désigner les Maures. Le Sri Lanka est majoritairement bouddhiste. Le bouddhisme a été religion d'État dans les années 1970.

## Histoire

### Arrivée de l'islam au Sri Lanka
Avec l'arrivée des commerçants arabes au VIIIe siècle, l'islam est apparu au Sri Lanka. Les premiers Sri-Lankais à professer l'islam étaient les marchands installés avec leurs femmes indigènes, qu'ils épousaient après conversion à l'islam. Au XVe siècle, les commerçants arabes contrôlaient la plupart du commerce dans l'Océan Indien, dont celui du Sri Lanka. Ils s'installèrent sur l'île en grand nombre établissant des colonies commerciales, créant une expansion de l'islam. Pourtant, quand les Portugais arrivèrent au XVIe siècle, beaucoup de leurs descendants, les Maures sri-lankais, furent forcés à migrer dans les régions montagneuses du centre de l'île et sur la côte Est.
Au XVIIIe siècle et XIXe siècle, les musulmans javanais et malais chassés par les colons néerlandais et les britanniques contribuèrent à la croissance de la population musulmane du Sri Lanka. Leurs descendants, les Malais sri-lankais, adoptèrent certaines traditions islamiques des Maures, de sorte que les cultures musulmanes s'unifièrent entre les différents groupes de l'île.
L'arrivée de musulmans indiens aux XIXe siècle et XXe siècle contribua à un nouvel accroissement de l'islam au Sri Lanka. Ces musulmans originaires du Nord-Ouest de l'Inde/Pakistan et du Sud de l'Inde ont introduit l'islam chiite et le sunnisme hanafite sur l'île. La plupart des musulmans sri-lankais continuèrent à suivre les pratiques sunnites traditionnelles.

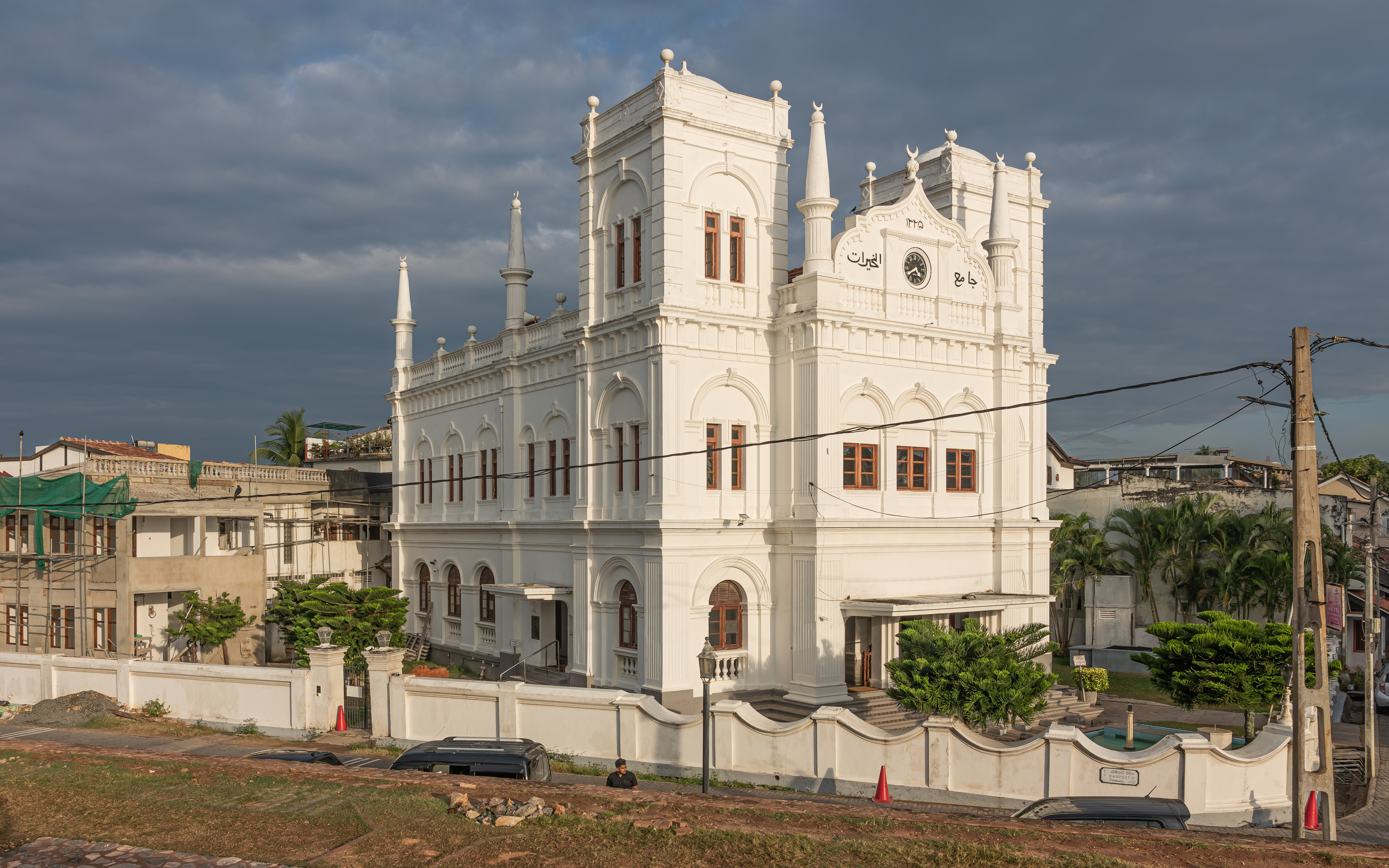
Une mosquée à Galle, au Sri Lanka.

### Les émeutes entre Cingalais et musulmans en 1915
En 1915, l'animosité grandissait entre bouddhistes et musulmans. La fête de la naissance du Bouddha, Perahera, avait lieu le vendredi 28 mai 1915. Dans la ville de Kandy, les bouddhistes cingalais devaient passer dans la rue de la mosquée des Hanbayas. Les autorités leur ont demandé de passer dans une rue voisine, ce à quoi ils ont obtempéré, mais les Hanbayas les ont ensuite hués. C'est alors que les combats ont commencé. Les émeutes entre bouddhistes et musulmans s'étendirent sur toute l'île. Il y eut des pillages et des incendies criminels. Des mosquées furent incendiées. Les émeutes entre cingalais et musulmans continuèrent, s'étendant du centre vers les provinces de l'Ouest et du Nord-Ouest, jusqu'au 6 juin. 

### La guerre civile srilankaise
La guerre civile du Sri Lanka est un conflit de 26 ans qui eut lieu au Sri Lanka entre le gouvernement et les militants séparatistes de l'organisation des Tigres de libération de l'Ilam Tamoul (abrégé par LTTE, ou plus simplement Tigres tamouls). Les populations maures furent une cible des Tigres tamouls, lors de l'escalade de la violence entre 1990 et 1992. En retour, le gouvernement les arma pour se venger contre leurs agresseurs. L'expulsion de plus de 75 000 musulmans de la péninsule de Jaffna en octobre 1990 apparaît comme un acte de nettoyage ethnique perpétré par les Tigres tamouls. Leur objectif était de créer un État tamoul mono-ethnique dans le Nord du Sri Lanka. Depuis le cessez-le-feu, un certain nombre de musulmans ont voyagé de Jaffna ou vers cette péninsule.

## Les différentes ethnies musulmanes

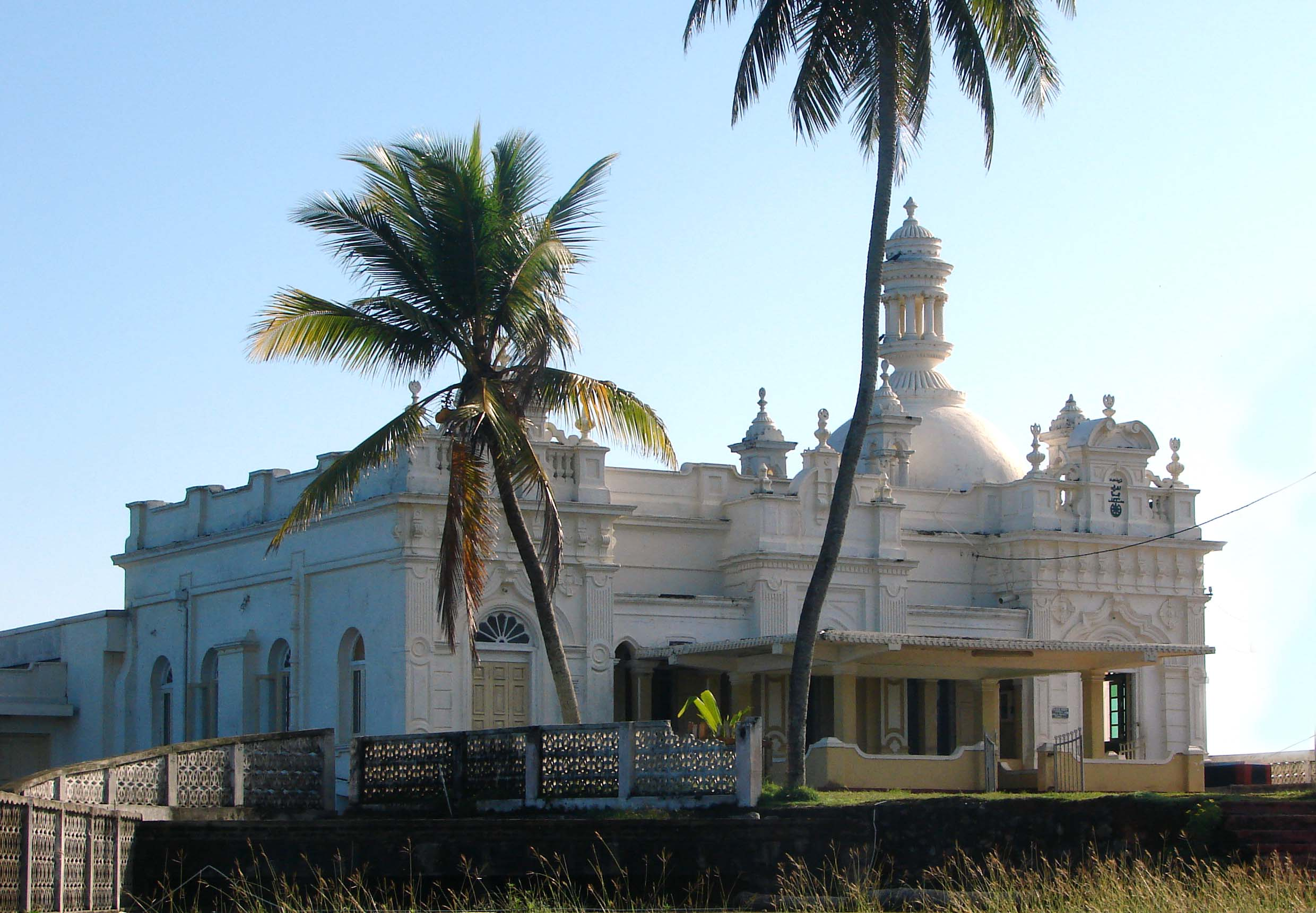
Mosquée Ketchimalai, Beruwala, Sri Lanka

### Les Maures sri-lankais
Les Maures sri-lankais constituent 92 % de la population musulmane, et 9,23 % de la population du pays. Ils sont sunnites de rite chaféite. Leurs ancêtres sont les commerçants arabes qui s'établirent pour certains au Sri Lanka au VIIe siècle et VIIIe siècle. Ils ne parlent plus arabe, mais certains mots et expressions persistent dans le langage quotidien. Jusqu'à un passé récent, leur langue maternelle était l'arwi, mais cette langue dérivée de l'arabe s'est éteinte. Actuellement, les Maures de l'Est du Sri Lanka utilisent le tamoul, avec des mots arabes. Ceux de la côte Ouest parlent le cingalais, un langage indo-européen parlé par la majorité cingalaise du Sri Lanka, mais utilisent l'anglais au sein de leur communauté. Les Maures sont un groupe multilingue, qui manque de cohésion. Ils vivaient originairement sur la côte, comme commerçants ou comme agriculteurs, préservant leur religion islamique tout en adoptant les coutumes de l'Asie du Sud. Pendant la période de colonisation portugaise, ils durent s'enfuir dans le centre montagneux, où leurs descendants vivent encore.
Dans certaines provinces orientales du Sri Lanka, les musulmans maures prédominent. ils sont souvent cultivateurs, pêcheurs ou commerçants, comme l'indique un recensement de 2007. Ils suivent la charia. La filiation se fait par la mère, contrairement à la communauté qui vit dans l'Ouest. Ceux qui vivent dans l'Ouest de l'île exercent souvent les métiers de commerçants, d'employés ou de fonctionnaires. Ils se concentrent à Colombo, Kalutara et Beruwala. Ils vivent aussi à Puttalam et Mannar, où ils vivent comme éleveurs de crevettes ou pêcheurs. Le Sri Lanka compte 749 écoles islamiques, et 205 madrasas qui proposent une éducation islamique. Une université islamique est présente à Beruwela (la jamiya Naleemiya). 

### Les Malais de Sri Lanka
Les Malais de Sri Lanka sont originaires de l'Asie du Sud-Est et forment aujourd'hui une communauté de 50 000 personnes. Leurs ancêtres sont venus dans l'île lorsque le Sri Lanka et l'Indonésie étaient deux colonies néerlandaises. Les premiers migrants étaient des soldats envoyés par l'administration coloniale pour s'établir dans l'île. Les autres étaient des prisonniers ou des membres de familles nobles d'Indonésie qui s'exilèrent au Sri Lanka. Ils ont conservé la langue malaise, ce qui leur permet de conserver une identité malaise, enrichie d'un certain nombre de mots cingalais ou tamoul. Dans les années 1980, les Malais constituaient 5 % de la population musulmane du Sri Lanka. Ils sont sunnites de rite chaféite, comme les Maures.

### Les musulmans tamouls
Une population significative de musulmans parlant la langue tamoule est présente au Sri Lanka. Mais contrairement aux musulmans Tamouls d'Inde, ils n'ont pas de liens avec l'ethnie tamoule. C'est pourquoi les statistiques ethniques les considèrent comme un groupe séparé. Les musulmans tamouls du Sri Lanka sont des émigrés du Tamil Nadu, en Inde, et parfois aussi des convertis de la communauté tamoule sri-lankaise. Cette communauté a une mobilité sociale et économique importante, grâce à un avantage historique causé par l'éducation et le travail qu'ils ont eu durant la colonisation britannique. Les musulmans tamouls se considèrent avant tout comme musulmans ; ils ne partagent pas les aspirations politiques des Tamouls hindous.

### Les musulmans indiens
Les musulmans indiens ont pour ancêtres des émigrants indiens cherchant à faire des affaires pendant la période coloniale. Certains sont arrivés au Sri Lanka dès la période portugaise, ou pendant la période britannique. La majorité des musulmans indiens vient des États du Tamil Nadu et du Kérala. Contrairement aux Maures sri-lankais, ils font partie des Indiens du Sud, et sont environ 30 000. Les Memons sont originaires du Sindh, le Pakistan moderne, et commencèrent à arriver en 1870. Dans les années 1980, ils étaient 3 000, la plupart sunnites de rite chaféite. Les Dawoodi Bohras et les Khojas sont des musulmans chiites originaires du Nord-Ouest de l'Inde, dans l'État du Goujarat, d'où ils sont partis après 1880. Ils étaient 2 000 dans les années 1980. Ils conservent le langage de leur patrie d'origine, et ont leurs propres lieux de culte.

## Situation actuelle

La répartition des musulmans au Sri Lanka d'après des recensements de 1981 et 2001.

Actuellement, les musulmans du Sri Lanka sont pris en charge par le conseil musulman des affaires religieuses et culturelles, qui a été créé dans les années 1980 pour lutter contre l'isolement chronique de la communauté musulmane du reste de la population sri-lankaise. Il y a aujourd'hui approximativement 5 000 mosquées, avec systématiquement un comité pour gérer les intérêts de la communauté. La majorité des musulmans sont d'ethnie maure au malaise. Une population musulmane significative parlant tamoul est présente au Sri Lanka. Mais au contraire des Tamouls musulmans d'Inde, ils ne sont pas liés aux Tamouls ethniques, et constituent donc un groupe ethnique séparé dans les statistiques officielles. Une communauté de musulmans ahmadiyya a été établie en 1915. Mais ils ne sont pas considérés comme musulmans par les autres musulmans.
Il existe des tensions entre les confessions présentes dans le pays, notamment entre des éléments radicaux de la religion majoritaire, le bouddhisme qui accusent la communauté musulmane de chercher à étendre son influence. En août 1990, un massacre au cours duquel des musulmans sont attaqués dans quatre mosquées fait 130 morts. En 2014, des manifestations avaient fait quatre morts dans la région d'Aluthgama, sur la côte sud-ouest Au printemps 2018, des émeutes antimusulmanes menées par des extrémistes bouddhistes poussent le président, Maithripala Sirisena, à déclarer l’état d’urgence. 
Le 21 avril 2019, une série d'attentats contre des hôtels de luxe et des églises où était célébrée la messe de Pâques, cause la mort d'au moins 321 personnes et fait plus de 500 blessés. Un mouvement islamiste local, le National Thowheeth Jama'ath (NTJ), est désigné par les autorités comme étant à l'origine de ces attaques suicides.